# Crkvena drama
Crkvena drama - naziv uobičajen za baroknu duhovnu dramu koja je bila posebno aktivna u Dubrovniku (Bartol Kašić), a nalazimo je i na Hvaru (Gazarović), Korčuli (Kanavelić), Kotoru (Nenadić)... Ona se, baš kao i svjetovno dramsko stvaralaštvo, obilno koristi tehničkim mogućnostima koje joj pruža barokna scena: anđeli dolijeću, griješnici padaju u pakao, blaženici se uzdižu u nebo...).
Za razvoj crkvene drame (i cjelokupnog kazališnog života) u sjevernoj Hrvatskoj zaslužni su isusovci sa svojim đačkim kazališnim predstavama (1607. – 1773.) koje su igrali prvo na latinskom jeziku, a kasnije (od 1644.) i na hrvatskom. Podaci spominju aktivnost u sljedećim gradovima: Zagreb, Varaždin, Požega, Osijek i Rijeka.
Pitomci isusovačkih kolegija su pisali drame i igrokaze, organizirali predstave, njegovali retoriku i dikciju te razvijali scenske vještine (balet, mačevanje...).